# Akycha
Akycha is de zonnegod in de Inuit-mythologie, die in Alaska wordt aanbeden.
Akycha was oorspronkelijk een gewone sterveling. Zij ontmoette haar geliefde altijd in het donker, en ze wist dus niet wie hij was. Om achter zijn identiteit te komen, smeerde ze tijdens een ontmoeting vuil op zijn gezicht zodat ze hem daar later aan kon herkennen. Zo kwam ze er achter dat haar geliefde haar eigen broer was. Uit schaamte vluchtte ze naar de hemel en daar werd zij de zon. Haar broer gaf hun seksuele relatie echter niet op en bleef Akycha achtervolgen; hij werd de maan.